# Madilyn Bailey
Madilyn Bailey (Boyceville, Wisconsin, 2 de septiembre de 1992) es una cantautora estadounidense que se hizo famosa internacionalmente a través de sus covers de canciones populares en Youtube. Ella encontró éxito en Europa cantando en Francia con PlayOn, un subsello de Warner Music. 
Tras sacar una cover de "Titanium" de David Guetta entró en las mejores canciones de Francia y Bélgica, y con su siguiente cover, "Radioactive" de Imagine Dragons volvió a ocupar un puesto en los mejores de Francia. También visitó los Estados Unidos y Canadá con Boyce Avenue.

## Discografía

### Álbumes
| Título                  | Detalles del álbum                                                                                  | Posiciones más altas | Posiciones más altas | Posiciones más altas |
| Título                  | Detalles del álbum                                                                                  | BEL (Fl )            | BEL (Wa )            | FR                   |
| ----------------------- | --------------------------------------------------------------------------------------------------- | -------------------- | -------------------- | -------------------- |
| Muse box (Caja de musa) | - Lanzamiento: 2 de octubre de 2015 - Sello: Madilyn Bailey Music, Play On - Formatos: CD, descarga | 81                   | 26                   | 24                   |

### EP
| Título              | Detalles del álbum                                                                                            | Notas: |
| ------------------- | --- | --- |
| "Wiser" (Más Sabía) | - Lanzamiento: 12 de julio de 2016. - Sello: Madilyn Bailey Music, Play On. - Formatos: CD, Descarga digital. | Canciones: - "Wiser" (3:28) - "Hate You More" (2:58) - "Death Of Me" (3:15) - "Survive" (3:24) - "Scars" (2:54) |

### Sencillos
| Año  | Título                  | Posiciones más altas | Posiciones más altas | Posiciones más altas |
| Año  | Título                  | BEL (Fl )            | BEL (Wa )            | FR                   |
| ---- | ----------------------- | -------------------- | -------------------- | -------------------- |
| 2015 | "Titanium"              | 18                   | 4                    | 13                   |
| 2015 | "Radioactive"           | —                    | 42                   | 36                   |
| 2015 | "Rude"(featuring Flula) | —                    | —                    | 84                   |
| 2016 | "Believe"               | —                    | —                    | 125                  |